# ستيوارت مارغولين
ستيوارت مارغولين (بالإنجليزية: Stuart Margolin)‏ هو كاتب سيناريو ومخرج وممثل أمريكي، ولد في 31 يناير 1940 في الولايات المتحدة. من الجوائز التي نالها جائزة نقابة المخرجين الأمريكيين.

## أعمال

### أفلام
- (1970) أبطال كيلي
- (1974) أمنية الموت
- (1978) أيام الجنة
- (2012) المراجحة[7]

### مسلسلات
- إن سي آي إس
- حقائق الحياة

## جوائز
- جائزة نقابة المخرجين الأمريكيين

## وصلات خارجية
- ستيوارت مارغولين على موقع IMDb (الإنجليزية)
- ستيوارت مارغولين على موقع روتن توميتوز (الإنجليزية)
- ستيوارت مارغولين على موقع ألو سيني (الفرنسية)
- ستيوارت مارغولين على موقع ميوزك برينز (الإنجليزية)
- ستيوارت مارغولين على موقع تيرنر كلاسيك موفيز (الإنجليزية)
- ستيوارت مارغولين على موقع أول موفي (الإنجليزية)
- ستيوارت مارغولين على موقع قاعدة بيانات الأفلام السويدية (السويدية)
- ستيوارت مارغولين على موقع إن إن دي بي (الإنجليزية)
- ستيوارت مارغولين على موقع ديسكوغز (الإنجليزية)
- ستيوارت مارغولين على موقع قاعدة بيانات الفيلم (الإنجليزية)